# Daxing (köping i Kina, Jiangsu)
Daxing (kinesiska: 大兴, 大兴镇) är en köping i Kina. Den ligger i provinsen Jiangsu, i den östra delen av landet, omkring 210 kilometer norr om provinshuvudstaden Nanjing. Antalet invånare är 43330. Befolkningen består av 22 207 kvinnor och 21 123 män. Barn under 15 år utgör 16,0 %, vuxna 15-64 år 71 %, och äldre över 65 år 11,0 %.
Genomsnittlig årsnederbörd är 1 095 millimeter. Den regnigaste månaden är juli, med i genomsnitt 233 mm nederbörd, och den torraste är januari, med 18 mm nederbörd.